# 維季夫卡
48°25′21″N 29°32′25″E / 48.42250°N 29.54028°E
維季夫卡（烏克蘭語：Війтівка），是烏克蘭的村落，位於該國西南部文尼察州，由海辛區負責管轄，始建於1625年，面積69.53平方公里，海拔高度189米，2001年人口4,434，人口密度每平方公里637.7人。